# ヴェローナ国際ピアノコンクール
ヴェローナ国際ピアノコンクール(Verona International Piano Competition)はイタリアのヴェローナ市で行われる国際ピアノコンクール。このコンクールはAEVEA Piano Prizeではない。

## 概要
2012年の第1回開催直後にAAFへ加盟。設立当初は2001年前後のヴィオッティ国際音楽コンクールピアノ部門によく似た仕様で、現代音楽やヴェネチア出身の作曲家などは一切問われず古典的な配曲で知られていたが、現在は第1位の賞金が3倍以上の10000ユーロにまで増額され、2024年の仕様は第1次予選20-30分、セミファイナル25-30分、ソロファイナル45-50分、そしてコンチェルトファイナル1曲といった本格的な仕様で仙台国際音楽コンクールを凌ぐ分量にまで成長している。イタリアは国際マイナーコンクールにもヴェローナ、グロッセート、カーサグランデ、ミケランジェリがひしめき合っており、WFIMC加盟コンクールを征した後にもこのクラスのコンクールにまで格を下げてやってくるRoman Lopatynskiyのようなピアニストも普通におり、水準は非常に高い。
2024年現在ソロファイナルにPremio Identità musicale Venetaのためにヴェネツィア出身の作曲家の中から1人を選んで演奏できるが、強制ではない。ソロファイナルのメインはベートーヴェンあるいはシューベルトのピアノソナタの中からしか認めないコンクールであり、このような形態の国際ピアノコンクールは今となっては珍しい。ここまでの規模の国際コンクールをヴェローナ市は新型コロナウイルス流行時を除いて毎年行っている。課題曲の要求水準を釣り上げた結果、近年は棄権も目立つ。
審査員の開示は応募締め切り時まで行われない。
日本人の最高位は太田沙耶唯一人である。

## 過去の最高位
- 2012Primo Premio Elizaveta Ivanova
- 2013Primo Premio Mamikon Nakhapetov
- 2014Primo Premio Yoonhee Yang
- 2015Primo Premio Evgeny Brakhman
- 2016Secondo Premio Jin-Hyeon Lee, Florian Mitrea
- 2017Primo Premio Vasyl Kotys
- 2018Secondo Premio Roman Lopatynskiy
- 2019Primo Premio Xiaolu Zang
- 2021Secondo Premio 太田沙耶
- 2022Primo Premio Oxana Shevchenko
- 2023Primo Premio Anisa Sheyhamirovna Dazhaeva